# Quadrado das oposições

quadrado lógico

No sistema da lógica aristotélica, o quadrado das oposições, também conhecido como quadrado lógico ou tábua das oposições, é um diagrama que representa as quatro proposições do sistema aristotélico, ou formas lógicas, e as quatro relações lógicas que cada uma das formas pode estabelecer com as outras três.

## Formas lógicas
Toda proposição categórica (proposições da forma sujeito-predicado prefixada por um quantificador) pode ser reduzida a alguma das seguintes quatro formas lógicas.
- Proposição 'A', a afirmação universal ("universalis affirmativa"), cuja forma em latim é "omne S est P", normalmente traduzido como "todo S é P".
- Proposição 'E', a negação universal ("universalis negativa"), cuja forma em latim é "nullum S est P", normalmente traduzido como "nenhum S é P".
- Proposição 'I', a afirmação particular ("particularis affirmativa"), cuja forma em latim é "quoddam S est P", normalmente traduzido como "algum S é P".
- Proposição 'O', a negação particular ("particularis negativa"), cuja forma em latim é "quoddam S non est P", normalmente traduzido como "algum S não é P".

## Vértices do quadrado lógico em uma tabela
| Nome                  | Símbolo | Latin               | português       | significado     |
| Afirmação Universal   | A       | Omne S est P        | todo S é P      | todo S é P      |
| Negação Universal     | E       | Nullum S est P      | não S é P       | nenhum S é P    |
| Afirmação existencial | I       | Quoddam S est P     | algum S é P     | algum S é P     |
| Negação existencial   | O       | Quoddam S non est P | algum S não é P | algum S é não P |
| --------------------- | ------- | ------------------- | --------------- | --------------- |

## Relações entre as proposições
Através das proposições e das setas do quadrado, podemos ver as varias relações que se podem estabelecer entre 'A', 'E', 'I' e 'O'.
Proposições contrárias (A ↔ E): São proposições universais que diferem só pela qualidade (negação ou afirmação).
Exemplo: Todos os homens são brancos (A) e Nenhum homem é branco (E).
Proposições subcontrárias (I ↔ O): São proposições particulares que diferem só pela qualidade.
Exemplo: Alguns homens são brancos (I) e Alguns homens não são brancos (O).
Proposições subalternas  ( A  → I   e   E → O ): São proposições que só diferem pela quantidade. (número de indivíduos que estão sendo relacionados)
Exemplo: Todos os homens são racionais (A) e Alguns homens são racionais (I);

Nenhum homem é branco (E) e Alguns homens não são brancos (O).
Proposições contraditórias (A ↔ O e E ↔ I): São proposições que diferem quanto à quantidade e qualidade.
Exemplo: Todos os homens são brancos (A) e Alguns homens não são brancos (O);

Nenhum homem é branco (E) e Alguns homens são brancos (I).

## Algumas leis do quadrado lógico
1. Regra das contrárias: Duas proposições contrárias não podem ser ambas verdadeiras ao mesmo tempo.
2. Regra das contraditórias: Duas proposições contraditórias não podem ser nem verdadeiras nem falsas ao mesmo tempo.
3. Regra das subcontrárias: Duas proposições subcontrárias não podem ser ambas falsas ao mesmo tempo.

Aristóteles declarou no capítulo 6 e 7 de Periermeneias. Traduzido do original: Organon que há certas relações lógicas entre estes quatro tipos de proposição. Ele alegou que toda afirmação tem exatamente uma negação correspondente, e que toda afirmação e sua negação são opostas de tal forma que sempre uma delas é verdadeira e a outra é falsa. Um par formado por uma afirmação e sua negação é chamado de "contradição"(em latim: contradictio). Um exemplo de contradição é "todo homem é branco" e "nem todo homem é branco", "nenhum homem é branco" e "algum homem é branco". Contrarias (latin: Contrariae), são declarações tais que ambas não podem ser verdadeiras ao mesmo tempo. Um exemplo disto é a afirmação universal "todo homem é branco" e a negação do universal "nenhum homem é branco". Estas afirmações não podem ser verdadeiras ao mesmo tempo, porém, elas não são contraditórias, pois pode ser que as duas sejam falsas ao mesmo tempo. Por exemplo, é falso que todo homem é honesto, desde que exista algum homem que não seja honesto. Então, não é verdade que nenhum homem seja honesto, desde que haja algum homem honesto.
Uma vez que toda afirmação tem um oposto contraditório, e que toda contradição é verdade quando seu oposto é falso, segue que os opostos dos contrários (que os medievais chamaram de subcontrárias, ou subcontrariae) podem ser verdadeiros ao mesmo tempo, mas não falsos ao mesmo tempo. Uma vez que as subcontrárias são negações das afirmações universais, elas foram chamadas de afirmações "particulares" pelos lógicos medievais.
Uma outra relação lógica que segue disso, não mencionada explicitamente por Aristóteles é a relação de subalternação (subalternatio). Esta é uma relação entre uma afirmação universal e uma afirmação particular tal que a particular é implicada pelo universal. Por exemplo: se "todo homem é branco" é verdadeira, então a contrária "nenhum homem é branco" é falsa. Logo, a subalterna "algum homem é branco" é verdadeira. Similarmente, a universal "nenhum homem é branco" implica a particular "nem todo homem é branco".

## O problema da importação existencial
As subcontrárias, que os lógicos medievais representavam na forma "existe algum A que é B" e "existe algum A que não é B" não podem ser ambas falsas, já que suas contraditórias universais "todo A é B" e "nenhum A é B" não podem ser ambas verdadeiras ao mesmo tempo. Isso nos leva a um problema que foi primeiramente identificado por Pedro Abelardo: "Algum A é B" parece implicar "alguma coisa é A". Por exemplo: "Algum homem é branco" parece implicar que, pelo menos, "alguma coisa é um homem", a saber, homem que tem que ser branco se "algum homem é branco" for verdadeira. Mas "algum homem não é branco" também parece implicar que "alguma coisa é um homem" a saber, homem que não é branco se "algum homem não é branco" for verdadeira. Mas a lógica aristotélica exige que necessariamente uma destas afirmações seja verdadeira. Então (dado que ambas implicam que algo é um homem), segue que, necessariamente, algo é um homem, isto é, um homem de fato existe. Mas (como aponta Abelardon na Dialética), não pode ser o caso que homens não existissem?
Mas se absolutamente nenhum homem existir, então não é verdade nem que "todo homem é um homem" e nem que "algum homem não é um homem".
Abelardo também assinala que subcontrárias contendo termos de sujeito com denotação vazia, como "um homem que é uma pedra" são ambas falsas.
Se "todo homem que é uma pedra, é uma pedra" for verdade, sua conversão 'per accidens(ou por acidente) para "certa pedra é um homem que é uma pedra" também será verdade. Mas nenhuma pedra é um homem que é uma pedra porque, nem este homem, nem aquele homem, nem nenhum outro, são uma pedra. Mas também temos que "certo homem que é uma pedra, não é uma pedra" é falso por necessidade, já que é impossível supor que isso seja verdade.
Assim sendo, temos que ambas as afirmações são falsas. 

## Conversão de proposições
A conversão de uma proposição consiste em tirar de uma proposição uma outra pela transposição dos seus termos, de modo que o sujeito se torne predicado e o predicado sujeito. A proposição que se obtém por processo de conversão não deve afirmar ou negar nada mais do que a proposição convertida.

### p/e
- {\displaystyle \int cf(x)\,dx=c\int f(x)\,dx}
- {\displaystyle \int [f(x)+g(x)]\,dx=\int f(x)\,dx+\int g(x)\,dx}

### Conversão por tipo de proposição
| E, I | conversão simples       |
| A    | conversão por limitação |
| O    | conversão por negação   |
| ---- | ----------------------- |

### Conversão simples
|   | Exemplo                  | Conversão válida         |
| I | Alguns poetas são árabes | Alguns árabes são poetas |
| E | Nenhum gato é cão        | Nenhum cão é gato        |
| - | ------------------------ | ------------------------ |

As conversões simples das proposições do tipo "A" e "O" não são válidas porque infringem umas das regras fundamentais das inferências: Os termos não podem ser mais extensos na conclusão que nas premissas.

### Conversão por limitação ou acidente
|   | Exemplo                         | Conversão válida              |
| A | Todos os advogados são juristas | Alguns juristas são advogados |
| - | ------------------------------- | ----------------------------- |

As proposições de tipo "A" podem ser convertidas desde que se altere a quantidade do sujeito da nova proposição.

### Conversão por negação
|   | Exemplo                           | Conversão válida                  |
| O | Alguns poetas não são portugueses | Alguns não portugueses são poetas |
| - | --------------------------------- | --------------------------------- |

Esta conversão só se aplica às proposições particulares negativas.